# Toulouse School of Economics
Toulouse School of Economics (TSE) és una escola d'economia europea amb seus a Tolosa de Llenguadoc. Fundada l'any 1819, és una de les escoles de l'economia més famoses. El seu director és Jean Tirole, Premi Nobel d'Economia 2014 Ofereix: Títol de Grau, Màster i Doctorat